# Hazel Forbes
Pour les articles homonymes, voir Forbes (homonymie).
Hazel Forbes, née Hazel Froidevaux, le 26 novembre 1910 et morte le 19 novembre 1980, est une Ziegfeld Girl, danseuse et actrice américaine.

## Concours de beauté
Hazel Forbes est choisie comme « la plus belle fille d'Amérique » lors de l'American National Beauty Ball à l'hôtel Astor de New York, le 26 mai 1926. Sa carrière professionnelle commence dans un concours de beauté à Atlantic City, dans le New Jersey, où elle remporte le titre de Miss Long Island. Elle a 16 ans lorsqu'elle est choisie pour représenter les États-Unis au concours international de beauté à l'hôtel Claridge à Paris en 1926,,.

## Théâtre (à Broadway)

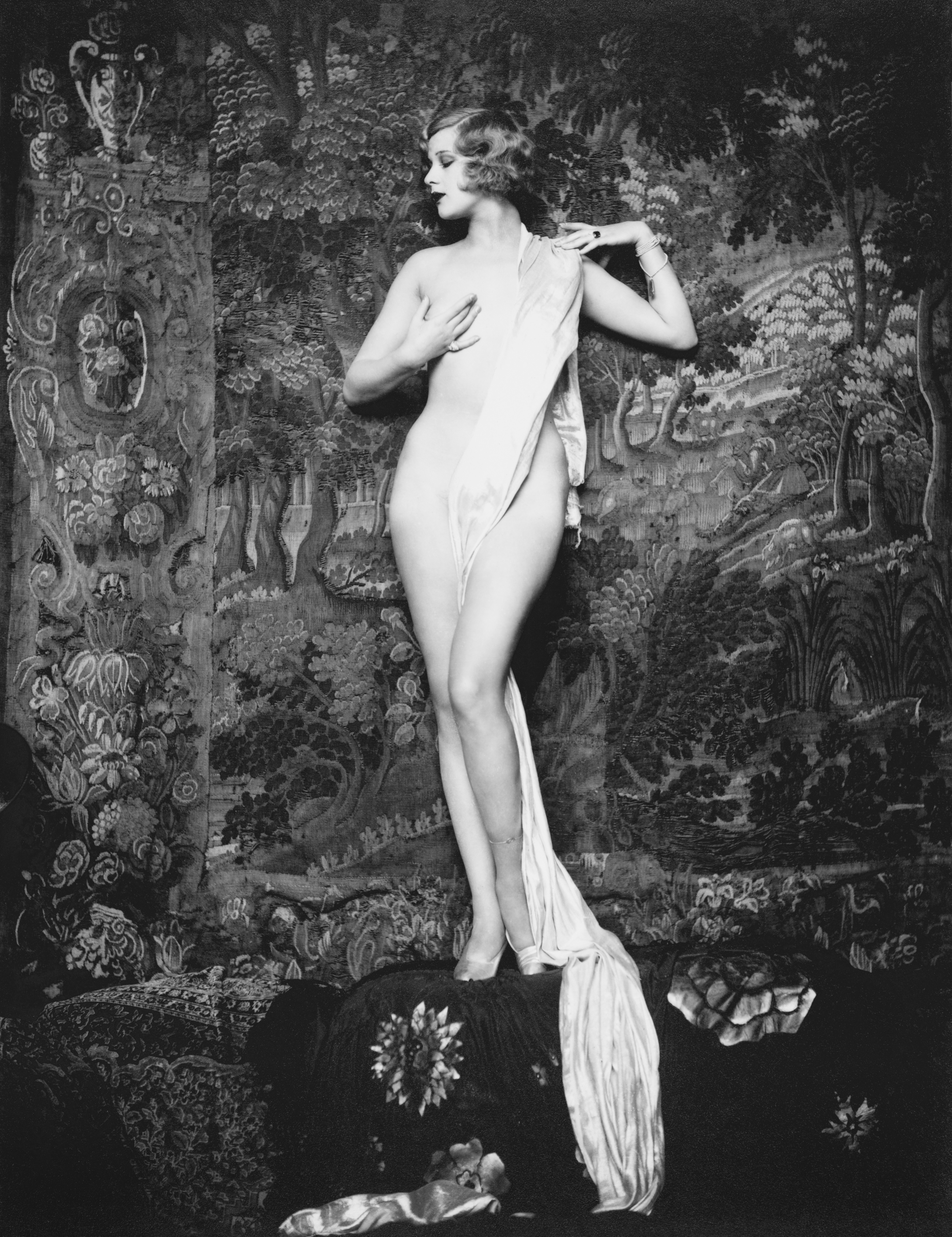
Hazel Forbes en 1928.

Elle devient showgirl à New York à l'âge de 17 ans en 1927. Le producteur de théâtre de Broadway, Earl Carroll, lui propose une offre substantielle pour une nouvelle revue. Florenz Ziegfeld finalement remporte le contrat. Forbes joue dans Rosalie qui débute le 10 janvier 1928,, et dans Whoopee! (en)  qui débute le 4 décembre 1928 avec Eddie Cantor au New Amsterdam Theatre,. Elle est embauchée par Earl Carroll, pour une production en janvier 1929 au Earl Carroll Theatre (en). En 1930, elle joue dans Simple Simon, une comédie musicale de Guy Bolton, qui débute le 18 février,. Elle apparait également dans Steel de John Wexley au Webster Hall en 1932.

## Cinéma
Forbes tourne un certain nombre de courts métrages et de films à Hollywood : En 1929, dans Harry Rosenthal and His Bath and Tennis Club Orchestra; en 1930 dans The Fight et Seeing-Off Service ;  et en 1934, elle est dans les films Bachelor Bait (en), If This Isn't Love (en) et Down to Their Last Yacht (en). En 1934, elle reçoit une série de lettres de menaces qui la dissuadent de continuer dans le cinéma. Ayant l'argent que lui a été légué Richmond. Elle fait don de son salaire de cinéma à une association caritative.

## Vie privée
Hazel Forbes épouse le vendeur de voitures Isotta Fraschini, Edward C. Judson (d) , en 1929  à Mamaroneck; ils divorcent en 1931. En 1931, elle épouse Paul Owen Richmond à Kennedyville, Maryland. Richmond meurt subitement en 1932. Il laisse à Forbes une fortune estimée à 2 000 000 $ provenant de ses intérêts dans l'industrie du dentifrice (Dr. Lyon's) et du shampoing,,.
Elle rencontre le chanteur et célèbre homme à femmes Harry Richman et l'épouse, le 16 avril 1938, à Miami Beach  en Floride,,. Sa demoiselle d'honneur est Glenda Farrell et son garçon d'honneur Joseph M. Schenck. Richman aurait dépensé 30 000 dollars pour le mariage, dont 5 000 dollars uniquement pour les fleurs. Harry Richmann, chanteur au Playboy Club (en) est bien connu pour ses romances antérieures avec Clara Bow, Dorothy Darrell, la showgirl Edith Roark, Virginia Biddle, Lina Basquette, Peggy Hopkins Joyce et Lenore Ulric. Richman et  Forbes partagent une somptueuse maison à Beechhurst, Long Island. Peu de temps après leur mariage, Forbes contracte une pneumonie aiguë et est sauvé, en partie, grâce à l'utilisation de sulfanilamide .Le mariage se termine par un divorce en 1941, pour des raisons de "cruauté". En 1942, Forbes, divorce de Richman  et est courtisée par le millionnaire Max Bamberger.

## Décès
Hazel Forbes est décédée en 1980 à Los Angeles. Elle est enterrée dans le Grand Mausolée du Forest Lawn Memorial Park à Glendale, en Californie.

## Iconographie
Elle a été photographiée par Alfred Cheney Johnston qui a travaillé pour Florenz Ziegfeld pendant plus de 15 ans, prenant principalement des photographies publicitaires et promotionnelles des interprètes des Ziegfeld Follies. Les photos de nues, découvertes après la mort de Johnston, n'ont pas été publiés dans les années 1920.